# Louis von Rothmaler

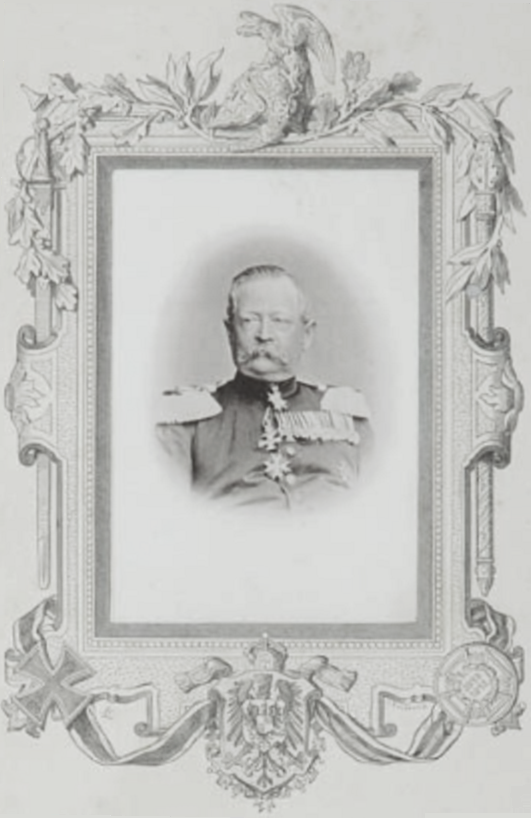
Louis von Rothmaler

Louis Karl Friedrich Wilhelm Lewin von Rothmaler (* 6. September 1814 in Teistungen; † 20. Mai 1884 in Erfurt) war ein preußischer General der Infanterie.

## Leben

### Herkunft
Louis entstammte der Adelsfamilie von Rothmaler. Sein Vater war der sächsische Rittmeister a. D. Karl Heinrich Wilhelm von Rothmaler († 1852) und dessen Ehefrau Antonie Amalie, geborene von Westernhagen (1795–1878 in Erfurt).

### Militärkarriere
Rothmaler besuchte das Gymnasium in Nordhausen und trat Mitte November 1830 in die Schulabteilung des Lehr-Infanteriebataillons der Preußischen Armee ein. Ab 1. Oktober 1836 war er Gefreiter im 26. Infanterie-Regiment, wurde dort am 24. September 1835 zum Sekondeleutnant befördert und als solcher ab Mai 1839 Adjutant des I. Bataillons sowie ab 3. Februar 1845 als Regimentsadjutant verwendet. Am 14. Dezember 1848 folgte seine Kommandierung als Adjutant der 8. Infanterie-Brigade. Als solcher war Rothmaler an der Niederschlagung der Badischen Revolution 1849 beteiligt und kam bei den Gefechten bei Ladenburg, Rauental und der Einschließung von Rastatt zum Einsatz. Im gleichen Jahr wurde er im Mai 1849 Adjutant der 1. Division des II. Armee-Korps der Rheinarmee. Kurz darauf wurde Rothmaler zum Premierleutnant befördert und in das 34. Infanterie-Regiment versetzt. Im gleichen Jahr verwendete man Rothmaler als Adjutant der kombinierten Infanteriebrigade in Frankfurt am Main und ein Jahr später in gleicher Funktion bei der kombinierten Infanteriebrigade des Generals von Tietzen beim Armeekorps im Kurfürstentum Hessen. Am 9. Juli 1853 wurde er zum Hauptmann befördert und als solcher war Rothmaler vom 6. März 1856 bis 5. November 1858 Kompaniechef im 6. Infanterie-Regiment. Anschließend wurde er mit der Beförderung zum Major zum Kommandeur des II. Bataillons im 10. Landwehr-Regiment in Oels ernannt. Kurzzeitig war Rothmaler vom 8. Mai bis 30. Juni 1860 Bataillonsführer im 10. kombinierten Infanterieregiment, anschließend Bataillonskommandeur im Infanterie-Regiment Nr. 50 und nahm dann als Oberstleutnant am Krieg gegen Dänemark 1864 teil.
Nach der Teilnahme am Deutschen Krieg wurde er 1866 zunächst mit der Führung beauftragt und erhielt wenig später das Kommando über das Füsilier-Regiment Nr. 35. 1866 wurde er zum Oberst befördert, nahm an der Schlacht bei Königgrätz teil, wurde 1870 Kommandeur der 11. Infanterie-Brigade und avancierte noch im selben Monat zum Generalmajor. Er nahm am Deutsch-Französischen Krieg teil, kämpfte bei Vionville, Gravelotte, der Einschließung von Metz und wurde bei Azay durch einen Schuss in den rechten Oberarm verwundet. 1874 wurde er mit der Führung der 7. Division beauftragt und im Folgejahr Generalleutnant und Kommandeur erst der 7., dann der 8. Division. Am 25. September 1880 wurde Rothmaler mit dem Charakter als General der Infanterie mit Pension zur Disposition gestellt.
Rothmaler war Rechtsritter des Johanniterordens.

### Familie
Rothmaler war drei Mal verheiratet. Am 29. Juni 1845 ehelichte er Auguste von Olberg († 1856). Nach ihrem Tod heiratete er am 5. Januar 1858 in Glogau Charlotte von Ladiges (1824–1876). Seine dritte Ehe ging Rothmaler am 24. September 1878 in Schmollen mit Agnes Friederike Ernestine von der Berswordt, verwitwete von Hanstein (1848–1929) – eine Tochter des Landrates Rudolf von Berswordt – ein. Aus den Ehen gingen folgende Kinder hervor:
- Anton Leopold Eduard (1848–1866), preußischer Sekondeleutnant im Grenadier-Regiment Nr. 7, im Deutschen Krieg gefallen
- Marie Amalie Auguste (1858–1928) ⚭ 26. September 1877 Karl von Einem (1853–1934), preußischer Generaloberst im Ersten Weltkrieg und von 1903 bis 1909 Kriegsminister. Er erhielt nach der Heirat die Erlaubnis den Zunamen „von Rothmaler“ zu führen, da dieses Geschlecht mit seinem Schwiegervater im Mannesstamm erlosch.
- Margarete Rudolfine Adolfine (* 1879),

⚭ I 25. September 1900 Sigismund Freiherr von Seherr-Thoß, preußischer Oberstleutnant
⚭ II 16. August 1910 Friedrich Rogalla von Bieberstein, preußischer Hauptmann im Grenadier-Regiment „Prinz Carl von Preußen“ (2. Brandenburgisches) Nr. 12

### Auszeichnungen
- Preußische Rettungsmedaille am Band im Jahre 1838
- Kronenorden III. Klasse mit Schwertern am 20. September 1866
- Eisernes Kreuz II. am 30. August 1870 und I. Klasse am 18. Januar 1871
- Ehrenbürger der Stadt Oels am 15. April 1871
- Pour le Mérite für seinen Einsatz vor Coulommiers am 18. Januar 1873
- Roter Adlerorden I. Klasse mit Eichenlaub und Schwerten am 25. September 1880